# Famotidina
La  famotidina (DCI) es un medicamento antagonista H2, uno de los receptores de la histamina, inhibiendo así la producción de ácido estomacal, por lo que es indicado en el tratamiento de la enfermedad de úlcera péptica (PUD) y en la enfermedad del reflujo gastroesofágico (GERD), así como en enfermedades de sobreproducción de ácido como el síndrome de Zollinger-Ellison. La famotidina también se administra a pacientes quirúrgicos antes de la operación para prevenir la náusea y para reducir el riesgo de neumonitis por aspiración.

## Historia
La famotidina fue aprobada en 1997 en Estados Unidos para el tratamiento a corto plazo de la úlcera duodenal activa; terapia de mantenimiento para pacientes con úlcera duodenal a dosis reducidas después de la curación de una úlcera activa; tratamiento a corto plazo de la úlcera gástrica benigna activa; tratamiento a corto plazo de la enfermedad por reflujo gastroesofágico (ERGE) y el tratamiento de afecciones hipersecretoras patológicas (p. Ej., Síndrome de Zollinger-Ellison, endocrina múltiple adenomas)
Debido a la descontinuación de la cimetidina y al retiro de la ranitidina en el año 2020 tras un comunicado de la FDA donde alertaba de la presencia de pequeñas cantidades de NDMA, la famotidina es el antagonista H2 de mayor uso actualmente.

## Farmacocinética

### Vías de administración
Se administra por vía oral o intravenosa lenta o infusión intravenosa intermitente. La presentación oral se puede encontrar como comprimidos, tabletas masticables, cápsulas y suspensión.
Solución intravenosa: 10 mg/ml (2 ml, 4 ml, 5 ml, 20 ml), se administra diluida o sin diluir por al menos 2 minutos.
Oral: 20 mg, 40 mg, se administra independiente de comidas, en suspensión agitar antes de usar.

### Absorción
La famotidina se absorbe de forma fácil pero incompleta por el tracto gastrointestinal con concentraciones máximas en el plasma que se producen de 1 a 3 horas. tiene  un metabolismo de primer paso mínimo. La biodisponibilidad de la famotidina oral es de aproximadamente del 40 al 45% y no está clínicamente afectada por la presencia de alimento en el estómago.

### Distribución
La famotidina se distribuye ampliamente en el organismo, predominantemente en compartimentos acuosos por sus características hidrofílicas y se une en un 15-20% a las proteínas plasmáticas. En el líquido cefalorraquídeo (LCR), se alcanza una proporción media de 0.12  LCR/plasma a las 4 horas después de la administración oral en pacientes con una barrera hematoencefálica intacta. Sin embargo, la distribución puede aumentar en pacientes con una barrera hematoencefálica funcionalmente interrumpida debido a trauma, neurocirugía o inflamación. Las dosis repetidas no conducen a una acumulación del fármaco. El volumen de distribución varía con la edad en niños:
| Volumen de distribución                | Volumen de distribución         |
| -------------------------------------- | ------------------------------- |
| Población                              | Medida L/kg                     |
| Lactantes ≤3 meses                     | 1,4 ± 0,4 L/kg a 1,8 ± 0,3 L/kg |
| Lactantes >3 a 12 meses                | 2,3 ± 0,7 L/kg                  |
| Niños <11 años                         | 2,07 ± 1,49 L/kg                |
| Niños ≥11 años y Adolescentes ≤15 años | 1,5 ± 0,4 L/kg                  |
| Adultos                                | 1,3 ± 0,2 L/kg                  |

### Metabolismo y metabolitos
La famotidina se Metaboliza en el hígado a S-óxido de famotidina inactivo (S - famotidina) principalmente por la enzima CYP2D6 para eliminarse finalmente por orina (65-70%) y en menor medida por las heces.

### Excreción
Alrededor del 25 al 30 % de una dosis oral, y del 65 al 70 % de una dosis intravenosa, se excreta sin cambios en la orina, principalmente por secreción tubular activa. La vida media de eliminación del plasma es de aproximadamente 3 horas en adultos y se prolonga en caso de insuficiencia renal.
| Vida media de eliminación              | Vida media de eliminación          |
| Población                              | Tiempo                             |
| -------------------------------------- | ---------------------------------- |
| Lactantes ≤3 meses                     | 8,1 ± 3,5 horas a 10,5 ± 5,4 horas |
| Lactantes >3 a 12 meses                | 4,5 ± 1,1 horas                    |
| Niños <11 años                         | 3,38 ± 2,6 horas                   |
| Niños ≥11 años y Adolescentes ≤15 años | 2,3 ± 0,4 horas                    |
| Adultos                                | 2,5 a 3,5 horas                    |
| Persona con oliguria                   | >20 horas                          |
| Persona con anuria                     | 24 horas                           |

## Farmacodinamia

### Mecanismo de acción

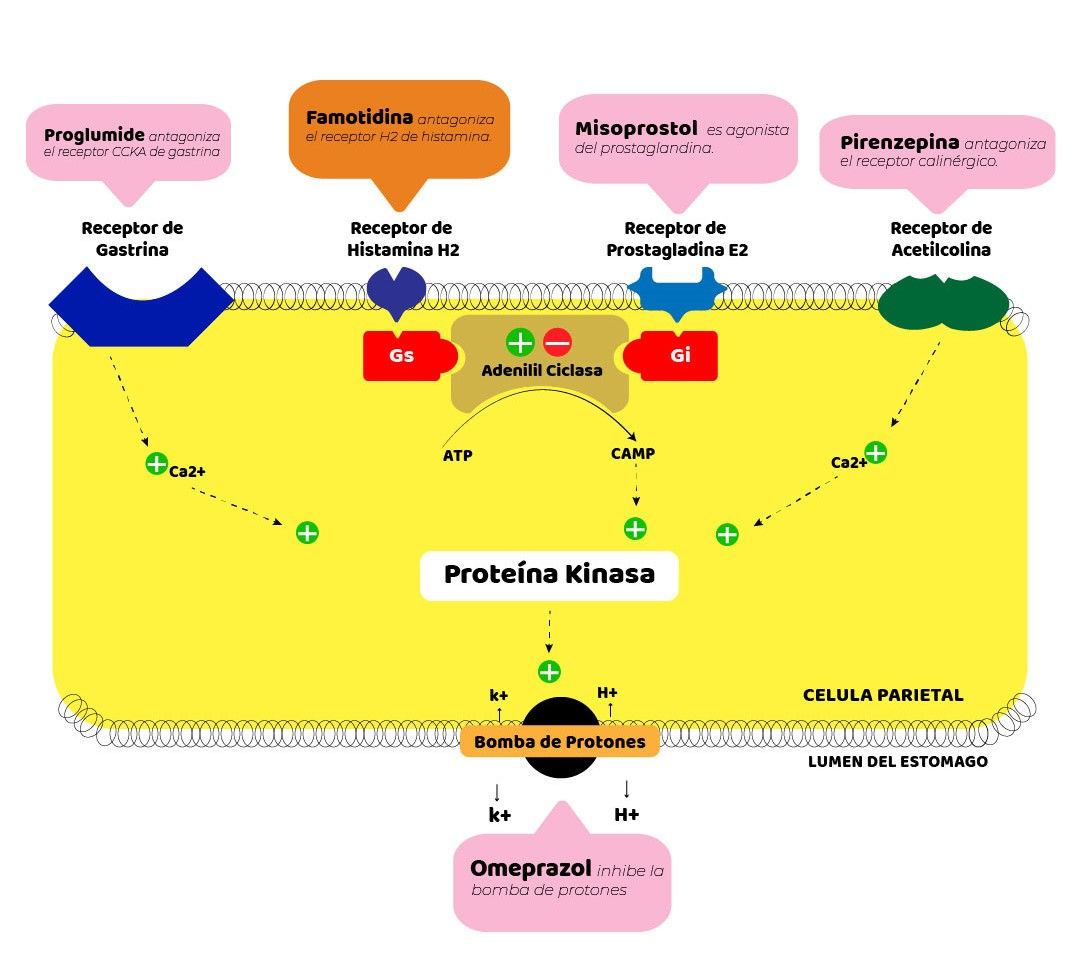
Mecanismo de acción de la famotidina y otros fármacos sobre la célula parietal

La famotidina es un antagonista competitivo de la histamina en los receptores H2 que se encuentran en las células parietales del estómago. Aunque también se pueden encontrar en el cerebro, en el SNC su efecto es escaso debido a que no alcanza concentraciones efectivas. Al bloquear la unión de la histamina con el receptor impide la secreción del ácido clorhídrico.

### Efectos farmacológicos
Disminuye la secreción ácida gástrica diurna, nocturna basal y estimulada. En administración oral aumenta el pH gástrico a 5 aproximadamente después de 3-8 horas de la administración dependiendo la dosis, la disminución de la secreción nocturna se da en un 87-94% durante un periodo de 10 horas. La secreción estimulada por alimentos se disminuye en un 76-84% en un rango de 3-5 horas después de la administración. La famotidina no altera el vaciado y secreción gástrica, ni las secreciones biliares y pancreáticas.

### Interacciones
Los antiulcerosos pueden presentar interacciones con otros fármacos por cuatro mecanismos: 1. Alteración de la absorción intestinal (antiácidos, sucralfato y antisecretores); 2. Unión competitiva a la citocromo P450 (anti-H2 e inhibidores de la bomba de protones); 3. Alteración del aclaramiento renal (anti-H2); 4. Inhibición de la alcohol-deshidrogenasa (anti-H2)

#### Interacciones farmacodinámicas
No hay datos que sugieran que la famotidina a dosis terapéuticas inducen reacciones farmacológicas mediadas por la CYP. La administración concomitante de antiácidos disminuye la absorción de los anti H2 en un 10-20%

#### Interacciones farmacocinéticas
Disminuyen la absorción de fármacos que necesitan un pH gástrico ácido para su absorción (ej. ketoconazol, itraconazol.) Los antagonistas de los receptores H2 de la histamina (anti H2) pueden inhibir o potenciar la actividad de las enzimas de la superfamilia citocromo P 450 alterando así el metabolismo de diversos fármacos 
|                | fármacos que interaccionan con la famotidina |
| fármaco        | Resultados de intereccion |
| -------------- | --- |
| Ketoconazol    | Los antagonistas del receptor de histamina H2 pueden disminuir la concentración sérica de ketoconazol (sistémico). Es posible que sea necesario aumentar la dosis de ketoconazol.              |
| vitamina B 12  | El tratamiento prolongado (≥2 años) puede provocar malabsorción de vitamina B 12 en la dieta y una deficiencia posterior de vitamina B 12                                                      |
| Diclorfenamida | La diclorfenamida puede aumentar la concentración sérica de la famotidina. Gravedad moderada                                                                                                   |
| Risedronato    | Los antagonistas del receptor de histamina H2 pueden aumentar la concentración sérica de risedronato. Esto se aplica específicamente al risedronato de liberación retardada. Gravedad Moderada |
| Sparsentan     | Los antagonistas del receptor H2 de histamina pueden disminuir la concentración sérica de Sparsentan. Gravedad Moderada                                                                        |
| Dasatinib      | Los antagonistas del receptor H2 de histamina pueden disminuir la absorción de dasatinib. Gravedad Importante                                                                                  |
| PAZOPanib      | Los antagonistas del receptor H2 de histamina pueden disminuir la concentración sérica de PAZOPanib. Gravedad Mayor                                                                            |
| Sotorasib      | Los antagonistas del receptor H2 de histamina pueden disminuir la concentración sérica de Sotorasib. Gravedad Importante                                                                       |

## Usos clínicos

### Úlcera peptídica (PUD)
La enfermedad ulcerosa péptica se refiere a la presentación clínica y al estado patológico que ocurre cuando hay una alteración en la superficie de la mucosa a nivel del estómago o la primera parte del intestino delgado, el duodeno. Los síntomas de la úlcera péptica son variables y pueden incluir dolor abdominal, náuseas, vómitos, pérdida de peso y sangrado o perforación en casos de enfermedad complicada. El uso de antiinflamatorios no esteroides es la segunda causa más común de úlcera péptica después de la infección por H. pylori. 
Los fármacos antisecretores utilizados para la enfermedad de úlcera péptica (PUD) incluyen antagonistas del receptor H2 y el inhibidor de la bomba de protones (IBP). Los IBP han reemplazado en gran medida a los bloqueadores del receptor H2 debido a su curación y eficacia superiores. Los IBP bloquean la producción de ácido en el estómago , proporcionando alivio de los síntomas y promoviendo la curación. El tratamiento puede incorporarse con suplementos de calcio ya que el uso a largo plazo de los IBP puede aumentar el riesgo de fracturas óseas. La PUD inducida por AINE se puede tratar suspendiendo el uso de AINE o cambiando a una dosis más baja. Los corticosteroides, bifosfonatos y anticoagulantes también deben suspenderse si es posible. Los análogos de prostaglandina (misoprostol) a veces se utilizan como profilaxis para las úlceras pépticas inducidas por AINE. El tratamiento de primera línea para la PUD inducida por H. pylori es un régimen triple que comprende dos antibióticos y un inhibidor de la bomba de protones. Se utilizan pantoprazol, claritromicina y metronidazol o amoxicilina durante 7 a 14 días. Los antibióticos y los IBP actúan sinérgicamente para erradicar el H. pylori. El antibiótico seleccionado debe tener en cuenta la presencia de resistencia a los antibióticos en el entorno. Si la terapia de primera línea falla, se utiliza una terapia cuádruple con bismuto y diferentes antibióticos.
- Ulcera gástrica: En este caso la famotidina puede administrarse por vía oral 40 mg al día antes de acostarse durante un máximo de 8 semanas
- Úlcera Duodenal: En este caso la famotidina puede administrarse por vía oral 40 mg una vez al día antes de acostarse o 20 mg dos veces al día La curación puede ocurrir en 2 semanas en algunos pacientes y en 4 semanas en la mayoría; algunos pacientes pueden beneficiarse de 4 semanas adicionales de terapia.[14]

### úlcera gastroesofágica
La fisiopatología de la ERGE incluye un mal funcionamiento de la unión esófago-gástrica, la barrera antirreflujo compuesta por el esfínter esofágico inferior y el diafragma crural, junto con una depuración esofágica deteriorada y alteraciones en la integridad de la mucosa esofágica. La esofagitis por reflujo se desarrolla cuando el jugo gástrico refluido desencadena la liberación de citocinas y quimiocinas que atraen células inflamatorias, y que también pueden contribuir a los síntomas. Otros contribuyentes a los síntomas de la ERGE pueden incluir una producción salival reducida, un vaciamiento gástrico retardado y una hipersensibilidad esofágica.
Los medicamentos de primera elección para el tratamiento de la ERGE son aquellos que están dirigidos a la neutralización o reducción del ácido gástrico, donde encontramos a los antiácidos, los inhibidores de la bomba de protones (IBP) y antagonistas del receptor H2 (ARH2), entre los que podemos encontrar a la famotidina. De estos se recomienda como primera elección los IBP, dado que presentan una tasa de cicatrización significativamente más rápida (12 %/semana) en comparación con los ARH2 (6 %/semana), y un alivio más rápido y completo de la acidez (11,5%/semana) en comparación con los ARH2 (6,4%/semana).
En este caso la famotidina puede administrarse por vía oral 20 o 40 mg dos veces al día durante un máximo de 12 semanas

### Síndrome de Zollinger-Ellison (ZES)
El síndrome de ZES se caracteriza por hipersecreción de ácido gástrico y la consiguiente hiperclorhidria que da lugar a una enfermedad péptica grave relacionada con el ácido y diarrea. Los síntomas suelen resolverse cuando la secreción de ácido gástrico se controla farmacológicamente con IBP; cabe destacar que la desaparición de la diarrea después del tratamiento con IBP es típica del síndrome de ZES y representa uno de los factores que contribuyen al retraso en el diagnóstico. Según los datos de la literatura, los síntomas comunes incluyen dolor abdominal (75%), diarrea (73%), acidez estomacal (44%) y pérdida de peso (17%). Como estos síntomas no son específicos y a menudo menos graves debido al tratamiento concomitante con IBP, el diagnóstico final a menudo se retrasa y los pacientes son diagnosticados con síndrome del intestino irritable o enfermedad por reflujo por gastroenterólogos con poco o ningún conocimiento de la enfermedad.
La famotidina tiene una potencia relativa de 1:3:32 en base a miligramos para reducir la secreción ácida en pacientes con ZES y tiene una duración de acción 30% más larga que otros antagonistas del receptor H2, lo que permite en algunos pacientes una dosificación menos frecuente, aun así, para controlar el ácido en pacientes con ZES, se requieren dosis altas y frecuentes (cada 4–6 horas) con todos los antagonistas del receptor H2 de histamina, por lo que dada la presencia en la actualidad de los inhibidores de la bomba de protones, quienes también disminuyen la secreción de ácido pero a menores dosis, han relegado a los antagonistas del receptor H2 como medicamentos de primera línea de acción para el tratamiento del ZES.
En este caso la famotidina puede administrarse por vía oral 20 mg cada 6 horas. Pueden ser necesarias dosis más altas administradas con mayor frecuencia; ajustar la dosis según la respuesta y la tolerancia y continuar durante el tiempo que sea necesario.
En general, ha sido necesario administrar entre 20 y 160 mg cada 6 horas para mantener la secreción ácida gástrica basal en <10 mEq/hora

## Efectos adversos
Se ha informado que las siguientes reacciones adversas ocurren en más del 1% de los pacientes en tratamiento con Famotidina en ensayos clínicos controlados, y puede estar causalmente relacionado con el medicamento: dolor de cabeza (4.7%), mareos (1.3%), estreñimiento (1.2%) y diarrea (1.7%).
| Reacciones adversas a famotidina |                 |                                                                       |
| Sistema implicado                | Grupo CIOSM     | Tipo de reacción                                                      |
| Generales                        | Poco frecuentes | Anorexia, fatiga, fiebre                                              |
| Trastornos del sistema nervioso  | Frecuentes      | Cefalea, mareo                                                        |
| Trastornos del sistema nervioso  | poco frecuentes | Depresión, trastorno de ansiedad, agitacion, confusión, alucinaciones |
| Sistema Gastrointestinal         | Frecuentes      | Diarrea, estreñimiento                                                |
| Sistema Gastrointestinal         | Poco frecuentes | Náuseas, vómito, flatulencias, distensión abdominal, sequedad bucal   |
| Sistema Gastrointestinal         | Raros           | Ictericia colestásica                                                 |
| Sistema Gastrointestinal         | Muy raros       | Anomalías en las enzimas hepáticas                                    |
| Sistema musculoesqueletico       | Poco frecuentes | artralgia, calambres musculares                                       |
| Piel                             | Poco frecuentes | Erupción cutánea, prurito                                             |
| Piel                             | Raros           | Urticaria                                                             |
| Piel                             | Muy raros       | Necrólisis epidérmica tóxica, alopecia                                |
| Sistema inmunitario              | Raros           | Anafilaxia, edema angioneurótico                                      |
| Sistema cardiovascular           | Poco frecuente  | enrojecimiento, palpitaciones, arritmias                              |
| Sistema cardiovascular           | Raro            | Bloqueo atrioventricular                                              |

## Contraindicaciones
Hipersensibilidad al medicamento, neoplasia gástrica, disfunción hepática o renal, embarazo y lactancia.
Cuando se usa para automedicación (OTC), no lo use si tiene problemas o dolor al tragar alimentos, vómitos con sangre o heces con sangre o negras; alérgico a otros reductores de ácido; insuficiencia renal; coadministración con otros reductores de ácido.
En paciente pediátrico el uso de inhibidores del ácido gástrico, incluidos los inhibidores de la bomba de protones y los bloqueadores H2 , se ha asociado con un mayor riesgo de desarrollar gastroenteritis aguda en bebés y niños ≤3 años de edad y neumonía adquirida en la comunidad en pacientes pediátricos ≥1 mes de edad. Se informó que los recién nacidos con muy bajo peso al nacer que recibieron bloqueadores H2 tuvieron un aumento de ~6 veces en la mortalidad, así como un mayor riesgo de infección (es decir, sepsis, neumonía, infección del tracto urinario). No se recomienda el uso rutinario de bloqueadores H2 en bebés prematuros.

## Otros usos

### Profilaxis de úlcera peptídica
La acidez gástrica diurna, parcialmente amortiguada por la presencia de alimentos, es importante para mantener la fisiología gástrica normal y, idealmente, no debe alterarse. Se cree que un factor importante en la patogénesis y la cronicidad de la úlcera péptica es la presencia de acidez intragástrica nocturna no amortiguada. También se ha expresado preocupación en razón de que la abolición de la acidez gástrica durante períodos prolongados pueda dar lugar a condiciones que favorezcan cambios neoplásicos en el estómago. A la luz de estos problemas, el agente antisecretor ideal debería disminuir la acidez gástrica nocturna y no afectar la acidez diurna.
La famotidina administrada en una dosis oral única nocturna de 40 mg disminuye la acidez gástrica durante 12 horas. La secreción ácida estimulada por las comidas se recupera con el desayuno y vuelve completamente a la normalidad con el almuerzo del día siguiente.

### Usos no incluidos en el registro sanitario (Off Label)
La famotidina se utiliza de forma no autorizada para mitigar los riesgos gastrointestinales asociados a los antiinflamatorios no esteroideos (AINE); el uso de H2RA puede suprimir la producción de ácido gástrico en un 37 a 68% durante 24 horas. Pero los H2RA no siempre se han recomendado para la terapia preventiva en usuarios de AINE porque, cuando se administran en dosis estándar, no reducen significativamente la tasa de formación de úlcera gástrica asociada a AINE. Sin embargo, parece haber una relación dosis-respuesta entre los H2RA y la prevención y curación de la úlcera gástrica. El  fármaco también se utiliza de forma no autorizada para tratar la urticaria refractaria, prevenir las úlceras de estrés en pacientes críticos y proporcionar alivio sintomático para la gastritis. Se puede acceder a una combinación de dosis fija de ibuprofeno, que es un AINE, y famotidina para reducir el riesgo de efectos adversos gastrointestinales.

## Precauciones

#### Malignidad gástrica
La respuesta a la famotidina no excluye la presencia de malignidad gástrica por lo que se debe tener cuidado en la administración de estos fármacos en pacientes en los que no se haya descartado la presencia de cáncer de estómago; debido a que puede silenciar los síntomas.

#### Fenilcetonuria
Pepcid® AC comprimidos masticables contiene aspartamo (Nutrasweet®), que se metaboliza en el tracto gastrointestinal para proporcionar 1,4 mg de fenilalanina por comprimido.

#### Efectos respiratorios
La administración de antagonistas de los receptores H2 se ha asociado con un mayor riesgo de desarrollar ciertas infecciones (por ejemplo, neumonía adquirida en la comunidad). 

#### Uso en combinación fija
Cuando se utilice en combinación fija con otros agentes, tenga en cuenta las precauciones, precauciones y contraindicaciones asociadas con los agentes concomitantes.

### Sobredosis
No se han identificado síntomas específicos de sobredosis más allá de los posibles efectos adversos. Los pacientes han tolerado dosis de hasta 800 mg/día durante más de un año sin desarrollar reacciones adversas significativas. Aun así en caso de sobredosis, se puede inducir el vómito y/o realizar un lavado gástrico junto con un tratamiento sintomático y de mantenimiento.

## Presentaciones
Tabletas
Adultos y niños mayores de 12 años: 1 a 2 tabletas cada 12 horas.
Suspensión
Tomar 1 a 2 cucharaditas de suspensión o 1-2 sachets al presentarse las molestias estomacales. Para uso regular tomar la dosis media hora después de cada comida y antes de acostarse.
Niños de 6 a 12 años: Tomar la mitad de la dosis de los adultos. No administrar en niños menores de 6 años.
Solución intravenosa (sólo en caso de emergencia)
Almacenar a temperaturas no mayores a 30°

## Controversias

### famotidina en el tratamiento con pacientes con covid-19
La Famotidina se postuló como una opción terapéutica viable en el síndrome respiratorio agudo  severo  coronavirus 2 (SARS-CoV-2); Desde el inicio de la pandemia, modelos computacionales guiados por inteligencia artificial propusieron a la famotidina como un candidato viable en el marco de la reutilización de fármacos con ciertos efecto antiviral. Esto se debe a que los bloqueadores del receptor H2 como la famotidina  también tienen un efecto modulador en la inmunidad innata y adaptativa, tras interferir con los efectos de la histamina en una variedad de leucocitos, invirtiendo la inmunosupresión mediada por histamina mediante la estimulación de células T y B.
Originalmente, se postuló que el mecanismo de acción se debía a la inhibición directa de alguna de las proteasas del SARS-CoV-2 como la proteasa similar a papaína (PL pro); Sin embargo, al comparar los sustratos ubiquitina y el gen 15 estimulado por interferón (ISG15) resultantes de la escisión del extremo C-terminal de una secuencia, se observó que no se reducía significativamente la cantidad de ISG15 tras la administración de 1-100. uM de famotidina.De igual manera, se ha descartado su unión a la proteasa principal (Mpro)
Otra explicación es que la famotidina puede mitigar los efectos de la sensibilidad de neutrófilos a la activación produciendo trampas extracelulares; el estado protrombótico ya es conocido en los casos de COVID-19 y en las autopsias se evidencia gran número de neutrófilos en los trombos microvasculares; esta activación excesiva está presente en casos graves y críticos 
Al final se encontró que el efecto de la famotidina no tuvo asociación en el resultado agrupado de reducción del riesgo de progresión a enfermedad grave, muerte e intubación o ingreso a UCI. El no usar famotidina fue un factor de protección sin significancia estadística en el riesgo de intubación en los pacientes hospitalizados con COVID-19. De la misma manera, no hubo beneficio en la reducción de mortalidad y se observó una reducción del tiempo de estancia hospitalaria en los usuarios de famotidina, No obstante, la calidad y cantidad de estudios es muy escasa para generalizar este resultado, ya que los análisis se basaron principalmente en estudios observacionales con definiciones de resultado distintas, contribuyendo a la heterogeneidad del resultado. Por lo tanto, a la fecha no existe evidencia científica contundente que respalde la efectividad de famotidina en la reducción de mortalidad, intubación o riesgo de UCI, siendo pertinente que no se administre famotidina a un paciente con COVID-19 fuera del contexto de un ECA.
En conclusión, la Famotidina no presenta eficacia ni efectividad en la reducción de riesgo de intubación o ingreso a UCI ni de mortalidad en pacientes hospitalizados por COVID-19. La eficacia en la reducción de la estancia hospitalaria no es consistente y se necesitan más ensayos clínicos con buena calidad metodológica para definirla.